# Соколовка (Молчановський район)
Соколо́вка (рос. Соколовка) — село у складі Молчановського району Томської області, Росія. Входить до складу Молчановського сільського поселення.

## Населення
Населення — 332 особи (2010; 422 у 2002).
Національний склад (станом на 2002 рік):
- росіяни — 98 %